# デニス・ディークマイアー
デニス・ディークマイアー（Dennis Diekmeier, 1989年10月20日 - ）は、西ドイツ・テディングハウゼン出身の元サッカー選手。現役時代のポジションはディフェンダー。

## 経歴
2008年、UEFA U-19欧州選手権に臨むドイツU-19代表に選出される。

## 所属クラブ
- ヴェルダー・ブレーメンII 2008
- 1.FCニュルンベルク 2009-2010
- ハンブルガーSV 2010-2018

→ ハンブルガーSV II 2010-2011
- SVザントハウゼン 2019-2024